# Эмерджентизм
Эмерджентизм — вера в эмерджентность, особенно в том, что касается сознания и философии разума. Свойство системы называется эмерджентным, если оно является результатом других свойств системы, но не сводится к их сумме. В рамках философии науки эмерджентизм противопоставляется с редукционизмом.

## Формы
Эмерджентизм может быть связан с физикализмом, теорией о том, что Вселенная состоит исключительно из физических объектов. В частности, изменения в психике связываются с изменения в мозге.
Некоторые разновидности эмерджентизма не касаются конкретно проблемы разума и тела, но представляют собой теорию природы вселенной, сравнимую с пантеизмом. Они предполагают иерархический или многоуровневый взгляд на природу, причем слои расположены в порядке возрастания сложности, каждый из которых требует своей собственной специальной науки .

## Позиция Броуда
Английский философ Броуд в своём произведении «Разум и его место в природе» (англ. The Mind and Its Place in Nature) защищает эмерджентистскую позицию: психические свойства, по его мнению, отличаются от физических свойств; они являются свойствами, возникающими при достижении нейрофизиологическими процессами достаточно высокой степени сложности. В его защите эмерджентизма он использует, во-первых, тщательно рассматривается концепция эмерджентности, а во-вторых — обсуждение вопроса о самом существовании эмерджентных явлений.

## Парадокс каузальной замкнутости
Джегвон Ким исследовал идею того, что психические (ментальные) свойства (M) реализуются нижележащими физическими (P) и нейробиологическими процессами.

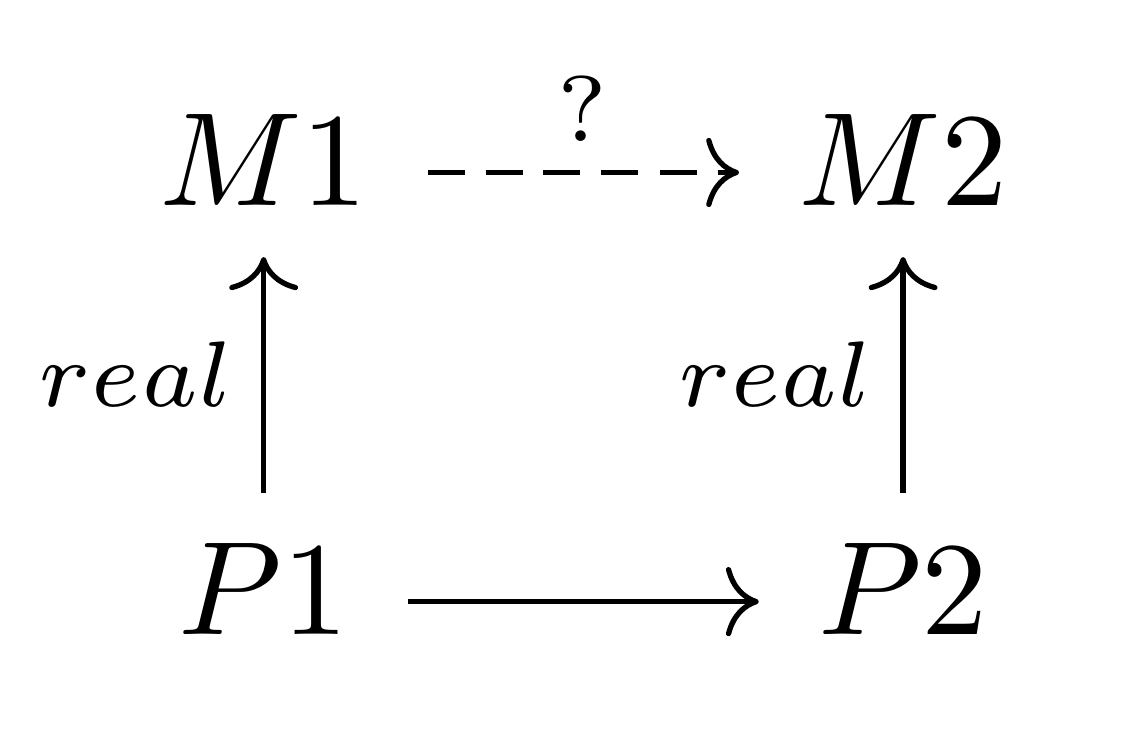
Иллюстрация причинных связей. Здесь real обозначает реализацию

Обращаясь к эмерджентизму (в виде физикализма) как к решению проблемы разума и тела, он выдвинул возражение, основанное на каузальной замкнутости и сверхдетерминации.  Пусть психическое событие M1 вызывает психическое событие M2, а физическое P1 вызывает P2. Пусть также P1 реализует M1, а P2 реализует M2. Однако M1 причинно не влияет на P1 (то есть M1 является последующим событием за P1). Если P1 вызывает P2, а M1 является результатом P1, то M2 является результатом P2. Ким утверждает, что единственным разрешением этого парадокса является принятие дуализма (психические события не зависят от физических) или элиминативизма (психические события не существуют).